# Criterion
Criterion az Amerikai Egyesült Államok északnyugati részén, Oregon állam Wasco megyéjében, a U.S. Route 197 mentén elhelyezkedő kísértetváros.
A késő 19. században erre haladt a The Dallest Kaliforniával összekötő postakocsi-útvonal. A település nevének jelentése „a minőség megítéléséhez használt mérce”. Ugyan a lakosok a Three Notches elnevezést használták volna, a posta a rövidebb nevet rögzítette. A hivatal 1913 és 1926 között működött.
A Criterion Ranch túraútvonal mentén 2011-ben erdőtűz ütott ki.

## Fordítás
- Ez a szócikk részben vagy egészben  a   Criterion, Oregon című angol Wikipédia-szócikk ezen változatának fordításán alapul.  Az eredeti cikk szerkesztőit annak laptörténete sorolja fel. Ez a jelzés csupán a megfogalmazás eredetét és a szerzői jogokat jelzi, nem szolgál a cikkben szereplő információk forrásmegjelöléseként.